# Californische spotlijster
De Californische spotlijster (Toxostoma redivivum) is een vogelsoort uit de familie Mimidae.

## Verspreiding en leefgebied
De soort komt voor in Californië en Baja California en telt drie ondersoorten:
- T. r. sonomae: noordelijk Californië.
- T. r. redivivum: zuidelijk Californië en noordwestelijk Mexico.
- T. r. pasadenensis